# Ghioroiu, Vâlcea
Ghioroiu este satul de reședință al comunei cu același nume din județul Vâlcea, Oltenia, România.

## Personalități
- Dumitru Simulescu (n.1912 -d.?), demnitar comunist

 Acest articol despre o localitate din județul Vâlcea este deocamdată un ciot. Puteți ajuta Wikipedia prin completarea lui.